# Проєктно-конструкторське підготовлення виробництва
Проектно-констру́кторське підготування виробни́цтва — частина підготовлення виробництва, що передбачає проектування нової продукції та модернізацію виготовленої, а також розроблення проектів реконструкції та переобладнання підприємства або окремих його підрозділів.

## Мета та завдання проєктно-конструкторського підготовлення виробництва
Мета проєктно-конструкторського підготовлення виробництва (ПКПВ) — адаптувати конструкторську документацію створену на стадії дослідно-конструкторських робіт (ДКР) до умов конкретного серійного виробництва підприємства-виробника. Зазвичай, конструкторська документація ДКР вже враховує виробничі технологічні можливості підприємств-виготовлювачів, але умови дослідного і серійного виробництва мають істотні відмінності, що призводить до необхідності часткової або навіть повної переробки конструкторської документації ДКР.
Отже, метою ПКПВ є розроблення для підприємства необхідної конструкторської документації, що забезпечує його можливості виробляти продукцію .
Критеріями при досягненні мети є: — мінімізація затрат на проведення конструкторського підготовлення; — мінімізація затрат в при виробництві продукції.
Конструкторська підготовка виробництва включає проєктування нової продукції і модернізацію продукції, що раніше вироблялась, а також розробку проєкту реконструкції та переобладнання підприємства чи його окремих підрозділів. У процесі проєктування визначається характер продукції, її конструкція, фізико-хімічні властивості, зовнішній вигляд, техніко-економічні та інші показники. Результати конструкторської підготовки оформляються у вигляді технічної документації — креслеників, рецептур хімічної продукції, специфікацій матеріалів, деталей і вузлів, зразків готової продукції тощо. У конструкторську документацію входять також кінематичні принципові схеми складання, паспорт виробу; технічні умови на виробництво і експлуатацію.
ПКПВ зазвичай проводиться відділом головного конструктора (ВГК) заводу серійного виробництва відповідно до вимог та правил Єдиної системи конструкторської документації (ЄСКД).

## Зміст процесу проєктно-конструкторського підготовлення виробництва
ПКПВ передбачає шість основних функціональних блоків задач: інженерного прогнозування; параметричної оптимізації; дослідно-конструкторської розробки; відпрацювання конструкції на технологічність; організації дослідного виробництва та освоєння нової техніки; метрологічної експертизи.
Інженерне прогнозування зводиться до вирішення двох взаємопов'язаних задач: техніко-економічного обґрунтування (ТЕО) вибору аналога; послідовного порівняльного техніко-економічного оцінювання тактико-технічних параметрів, експлуатаційних та ергономічних показників при вибиранні та розробці структурних і принципових схем конструктивних вирішень.
Параметрична оптимізація ґрунтується на використанні параметричних рядів об'єктів нової техніки та їх конструктивних елементів.
Дослідно-конструкторська розробка (ДКР) проводиться за стадіями та етапами згідно з ГОСТ 2.103-2013 як поєднання власне конструкторських розробок з необхідним обсягом досліджень. Зміст ДКР визначають характер об'єкта розробки, його призначення, спосіб виготовлення тощо.
Відпрацювання конструкції на технологічність є важливою функціональною задачею ПКПВ, що забезпечує реалізацію в конструкції комплексу характеристик, що забезпечують найвищу придатність її для швидкого освоєння, економічного виготовлення, технічного обслуговування та ремонту. Технологічність конструкції досягається за двох умов — технологічної раціональності та спадкоємності конструктивних вирішень. Реалізуються ці умови шляхом раціоналізації способів отримання заготовок, виготовлення деталей і складання виробу; типізації технологічних процесів та операцій, застосування методів групового оброблення; забезпечення спадкоємності та швидкої переналагоджуваності технічних засобів виробництва тощо.
Дослідне виробництво є етапом створення та освоєння нової техніки. В процесі дослідного виробництва відпрацьовуються конструкція виробу і технологічні процеси, виготовляються дослідні зразки або партії нової продукції в умовах, що максимально наближені до промислових. Це робиться з метою скорочення затрат часу і засобів на цикл від дослідження до промислового виробництва. Наявність дослідного виробництва та його технічний рівень роблять безпосередній вплив на строки та якість освоєння нової продукції.
Організація метрологічного забезпечення є типовою функціональною підсистемою, покликаною забезпечити єдність і точність вимірювань параметрів виробів, матеріалів та сировини, режимів технологічних процесів, характеристик обладнання та інструментів. Об'єктами метрологічної експертизи є якість продукції на всіх стадіях її життєвого циклу, технологічні процеси, технологічна оснастка та засоби вимірювань.

## Основні етапи проєктно-конструкторського підготовлення виробництва
Згідно з ГОСТ 2.103-2013 конструкторське підготовлення виробництва передбачає наступні стадії розроблення: технічного завдання, технічної пропозиції, ескізного проєкту, технічного проєкту та робочої документації.
Технічне завдання (ТЗ) містить найменування та область застосування виробу; підстави для розробки, її мета і призначення; тактико-технічні, експлуатаційні та ергономічні характеристики; показники якості і техніко-економічні вимоги, що ставляться до виробу; послідовність розробки конструкторської документації та її склад; спеціальні вимоги до виробу, порядок контролю та приймання.
Технічна пропозиція (ГОСТ 2.118-73) представляє сукупність конструкторських документів, які повинні містити технічне та техніко-економічне обґрунтування доцільності розробки документації на виріб на основі аналізу ТЗ замовника і різних варіантів вирішення виробу, порівняння з існуючими виробами, а також патентного пошуку. На стадії розробки пропозиції проводять укрупнений розрахунок собівартості виготовлення і очікуваного економічного ефекту від експлуатації.
Робота над ескізним проєктом (ГОСТ 2.119-73) полягає у визначенні принципової схеми виробу, електричних, монтажних, кінематичних, гідравлічних та інших систем; виконанні загального компонування виробу; розробці ескізних креслеників загальних видів; лабораторному макетуванні; формуванні специфікацій складальних одиниць; аналізі патентної чистоти та оцінюванні економічної ефективності конструкції.
Технічний проєкт (ГОСТ 2.120-73) — це остаточне технічне вирішення, що дає повну уяву про будову виробу, який розробляється і містить вихідні дані для робочої документації. На цій стадії виконуються розрахунки надійності, довговічності, точності роботи; розробляють специфікації та технічні умови (ТУ); розробляють компонувальні кресленики, кресленики складальних одиниць та відповідальних деталей; проводять макетування та економічне обґрунтування проєкту.
Робоча документація включає: кресленики усіх деталей, складальних одиниць; схеми складальних одиниць, комплексів, комплектів; специфікації та технічні умови; документи, що регламентують умови експлуатації та ремонту. Оформлення робочої конструкторської документації — це найважливіший і відповідальний етап ПКПВ, у ході якого готують документи, що призначені для виготовлення та випробування дослідного зразка (партії) настановної та головної серій. Конструкторські документи на дослідний зразок (партію) коректують за результатами заводських, державних, міжвідомчих, приймальних випробувань; документи настановної серії коректують за результатами її виготовлення та випробування. Останні корективи у документи вносять після випробувань головної (контрольної) серії.
Зміст робіт за стадіями може відрізнятися від вказаного вище у залежності від типу виробництва, складності конструкції, рівня кооперування та низки інших факторів.

## Шляхи удосконалення проєктно-конструкторського підготовлення виробництва
Ефективним заходом, що дозволяє підвищити якість і технологічність виробів, зменшити трудомісткість і витрати на підготовку виробництва, а також трудомісткість виготовлення і собівартість виробів, є застосування типових конструкторських рішень, що базуються на уніфікації та стандартизації.

### Стандартизація
Стандартизація — діяльність, спрямована на досягнення оптимального ступеня впорядкування в певній галузі за допомогою встановлення положень для загального та багаторазового використання стосовно наявних або потенційних завдань, зокрема для досягнення загальної оптимальної економії при дотриманні функціональних умов і вимог техніки безпеки.
Об'єктами стандартизації є: конкретна продукція, норми, вимоги, методи, терміни, позначення тощо — все те, що має перспективу багаторазового застосування, використовується в науці, техніці, промисловості та в інших сферах.
Стандартизація як функція — це процес встановлення і застосування стандартів, зразків, еталонів, моделей, прийнятих за вихідні для зіставлення з ними інших подібних об'єктів. Як нормативно-технічний документ стандарт встановлює комплекс норм, правил, вимог до об'єкта стандартизації.

### Уніфікація
Конструкторська уніфікація — це сукупність заходів, спрямованих на раціональне зменшення кількості різновидів продукції однакового функціонального призначення, форм і розмірів деталей та заготовок, марок і профілів матеріалів.
Уніфікація є базою для агрегатування, тобто компонування виробів з обмеженого числа уніфікованих елементів, і забезпечує конструктивну спадкоємність, тобто застосування в проєктованих приладів вже освоєних у виробництві складальних одиниць і деталей. Конструктивна уніфікація являє собою обмеження різноманітності виготовлених типорозмірів деталей і вузлів конструкцій шляхом запозичення з раніше випущених конструкцій.
Технологічні та експлуатаційні параметри уніфікованих деталей і вузлів встановлюють на підставі аналізу низки аналогічних деталей і вузлів, що застосовуються в різних виробах при різних вузлах одного виробу. Запозиченими називають деталі і вузли, раніше спроєктовані як оригінальні для конкретного виробу або вузла і застосовані у двох та більше виробах.